# Église Saint-Dominique de Lisbonne
L'église Saint-Dominique (portugais : Igreja de São Domingos) est une église de Lisbonne, classée dans les monuments nationaux du Portugal.

## Historique et description
Elle a été construite au XIIIe siècle, sur ordre du roi D. Sancho II, et la première pierre a été posée en 1241. Depuis lors, elle a été la cible de nombreuses campagnes de construction qui ont complètement modifié sa conception médiévale. Le couvent fut ensuite ajouté par D. Afonso III et agrandi à nouveau par D. Manuel I. C'est ici qu'a commencé le massacre de Lisbonne de 1506. Le tremblement de terre de 1531 l'a considérablement détruit, ce qui a obligé à une nouvelle reconstruction en 1536.
Lors de ce tremblement de terre survenu le 26 janvier, tout change. Les dégâts causés par le tremblement de terre ont été énormes. Dans ses murs épais, des fissures se sont ouvertes du plafond au sol, s'effondrant même par endroits. Sa réouverture a été rendue possible grâce aux aumônes des fidèles, des différentes congrégations - mettant en valeur la compagnie de Jésus - et à une subvention du Roi. Les trois nefs et tous leurs ornements seront conservés.[1]
L'ancienne église de São Domingos se trouvait à côté de l'ermitage de Nossa Senhora da Escada, également connue sous le nom de Nossa Senhora da Corredoura, car elle était proche du site de ce nom, actuellement Rua das Portas de Santo Antão, et dont la construction remontait à les débuts de la monarchie.
Sa richesse en instruments précieux était remarquable, avec une image en argent massif qui sortait en procession sur une plate-forme faite du même métal, éclairée par des lampes également en argent. Les peintures des autels, les vêtements, les trésors, tout a disparu lors du tremblement de terre de 1755, sauf la sacristie et la chapelle principale, commandées par D. João V et rayées par l'architecte João Frederico Ludovice, en 1748 - l'homme qui a conçu le colossal couvent de Mafra. Le chœur est entièrement réalisé en marbre noir et sur les colonnes duquel on peut voir, près de la base, des médaillons délicatement sculptés, qui dominent également les niches latérales.
Lors de sa reconstruction, l'architecte Carlos Mardel (1696-1763) a tenté de conserver autant que possible le style de la chapelle principale conçue par l'architecte João Frederico Ludovice (1676-1752). L'architecte a également ajouté de magnifiques colonnes de marbre à tous les autels. Quant au chœur haut, il est constitué d'un plan rectangulaire sur poutres en bois, reposant sur deux colonnes majestueuses, et est éclairé par les trois entrées lumineuses qui se situent dans un registre supérieur, ainsi que par l'oculus de la fenêtre principale. Sa réouverture a eu lieu en 1834, réussissant à accueillir plus de 2000 fidèles.[2]
L'église de São Domingos au moment de la ratification du mariage de D. Luís I et D. Maria Pia, en 1862.
L'église fut finalement reconstruite par Manuel Caetano de Sousa, sous la direction de Carlos Mardel. Le portail a été réutilisé et provient de la chapelle royale du Palácio da Ribeira, ainsi que du balcon qui surmonte le portail.
Étant l’une des plus grandes églises de Lisbonne, toutes les grandes cérémonies religieuses, les funérailles nationales et royales, ainsi que les baptêmes et mariages royaux y avaient lieu.
Le 13 août 1959, un violent incendie détruisit complètement la décoration intérieure de l'église, qui comprenait des autels dorés, des images précieuses et des peintures de Pedro Alexandrino de Carvalho. L'église a été rénovée et rouverte au public en 1994, sans cacher les traces de l'incendie, comme les colonnes fissurées. Bien que détruite, c'est une église qui se distingue par la polychromie de ses marbres.
C'est actuellement l'église paroissiale de la paroisse de Santa Justa et Santa Rufina, au cœur de la Baixa Pombalina et a été classée Monument National. On y voit la moitié du foulard porté par Sœur Lúcia le 13 octobre 1917 (l'autre moitié se trouve au Sanctuaire de Notre-Dame de Fátima, à Fátima) ainsi que le chapelet porté par Sainte Jacinthe Marto le même jour.
De conception majoritairement baroque, avec un plan en croix latine, elle présente une façade très simple et l'intérieur, même après le tremblement de terre et l'incendie, montre encore une grande beauté et un éclectisme. C'est une église majestueuse à nef unique. La sacristie et l'entrée présentent encore une certaine saveur maniériste, témoignant des différentes campagnes de construction dont elles ont fait l'objet au cours de son histoire. Le même style se retrouve dans les pierres tombales et les lambris en pointes de diamant de la sacristie.
Dans la salle forte, derrière l'autel, se trouve le tombeau de D. Afonso, fils de D. Afonso III. Dans un passage vers la sacristie, avec l'entrée sur la Rua da Palma, se trouvent les tombeaux du grand prédicateur dominicain Don Luís de Granada (mort en 1588) et du réformateur de l'ordre Don João de Vasconcelos (mort en 1652). . Cette église possède également une crypte voûtée avec des panneaux carrelés, où se trouve le tombeau de D. João de Castro, aumônier de D. João.

## Événements
Elle a été consacrée en 1241. Elle fut à l'époque la plus grande église de la ville.
Jusqu'à l'établissement de la république en 1910, elle était le lieu traditionnel où se déroulaient les mariages royaux.
L'église a été endommagée trois fois. La première fois, par le tremblement de terre de 1531. À la seconde, elle fut presque entièrement détruite par le tremblement de terre de 1755. Sa reconstruction fut achevée en 1807. Enfin, en 1959, un incendie a complètement dévasté l'intérieur et la toiture de l'église, entrainant la mort de deux pompiers et détruisant un grand nombre d'importants tableaux et statues. Le bâtiment a rouvert en 1994. Beaucoup de traces de l'incendie sont toujours visibles.

## Galerie

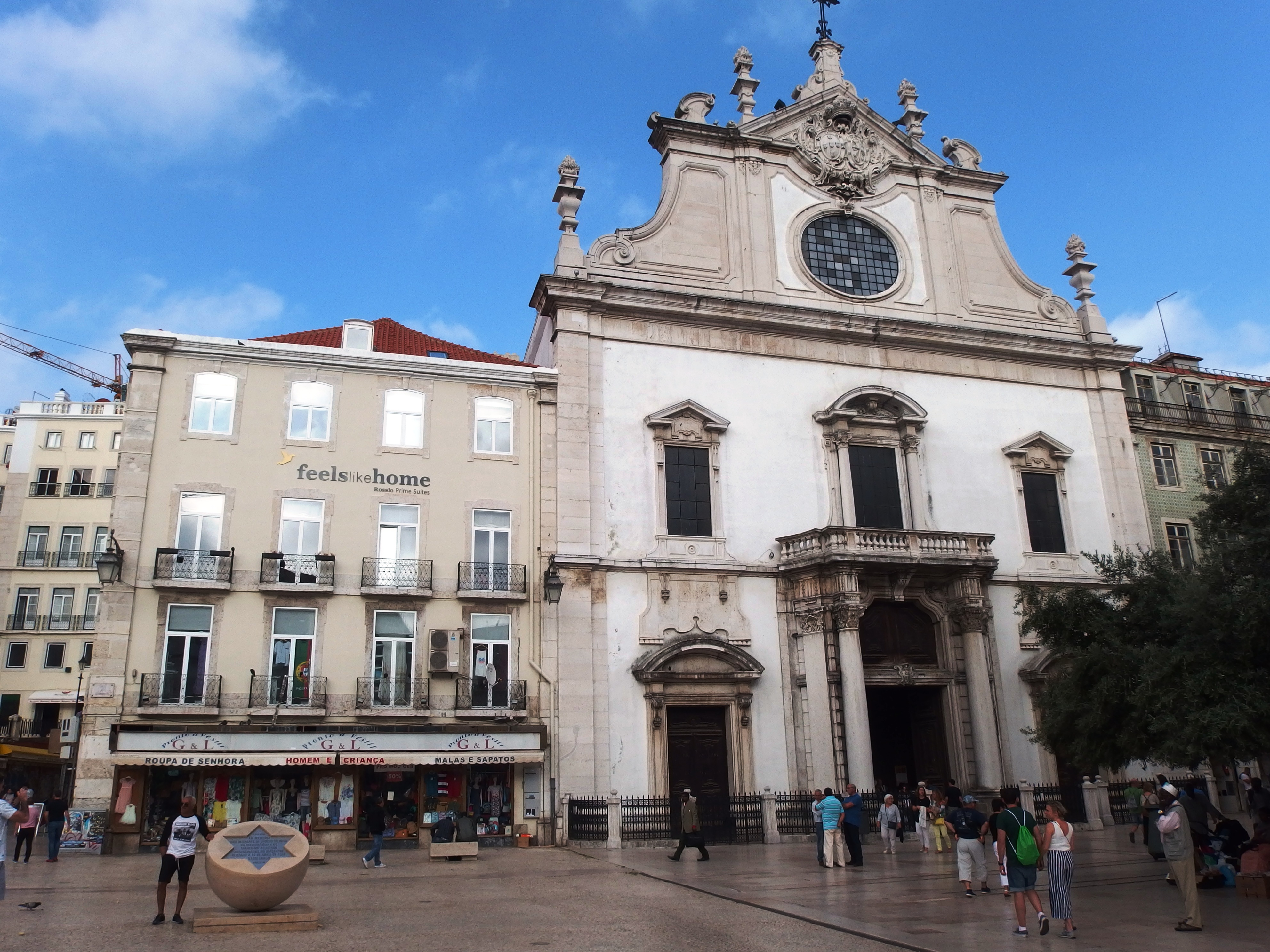
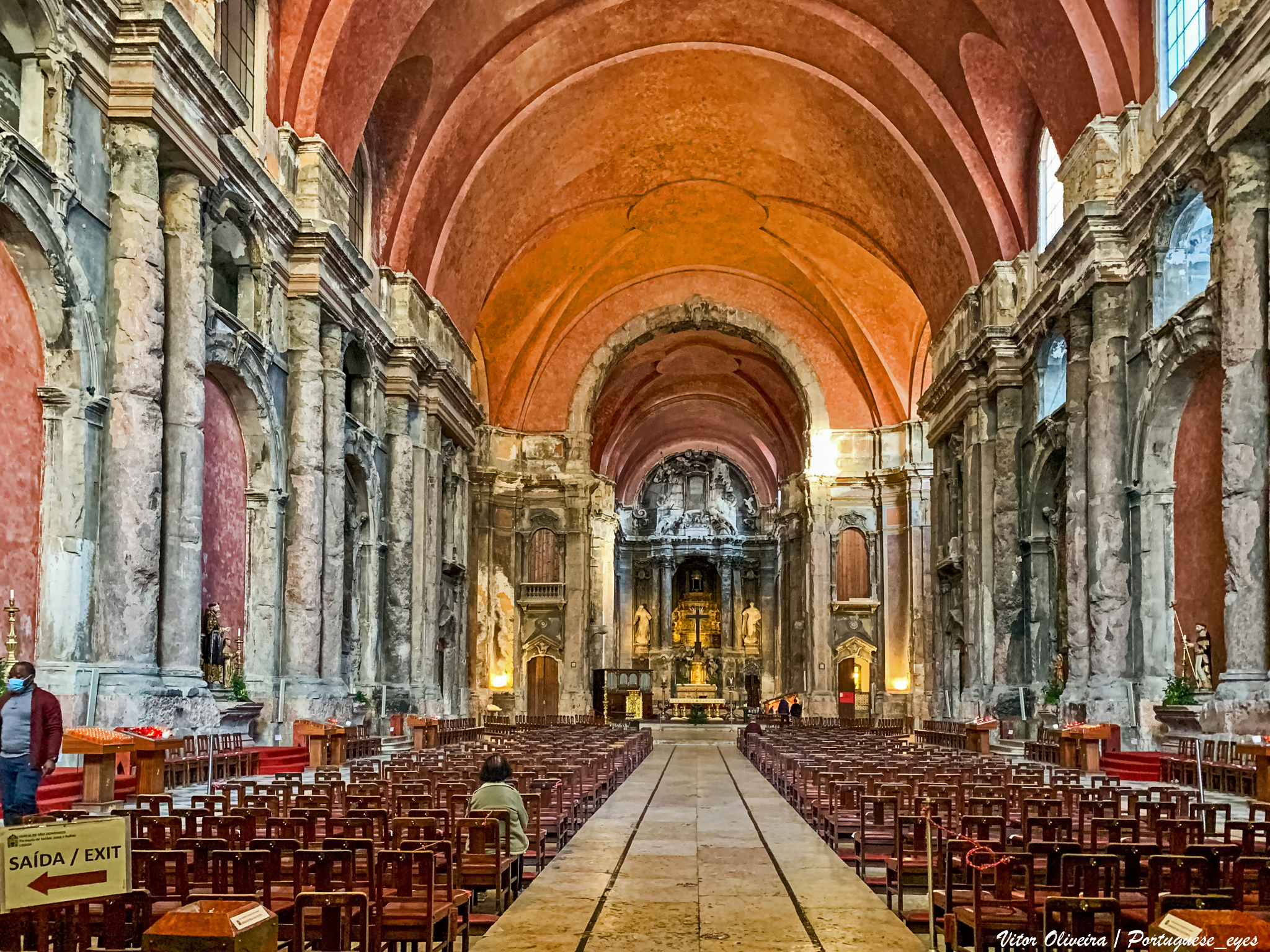
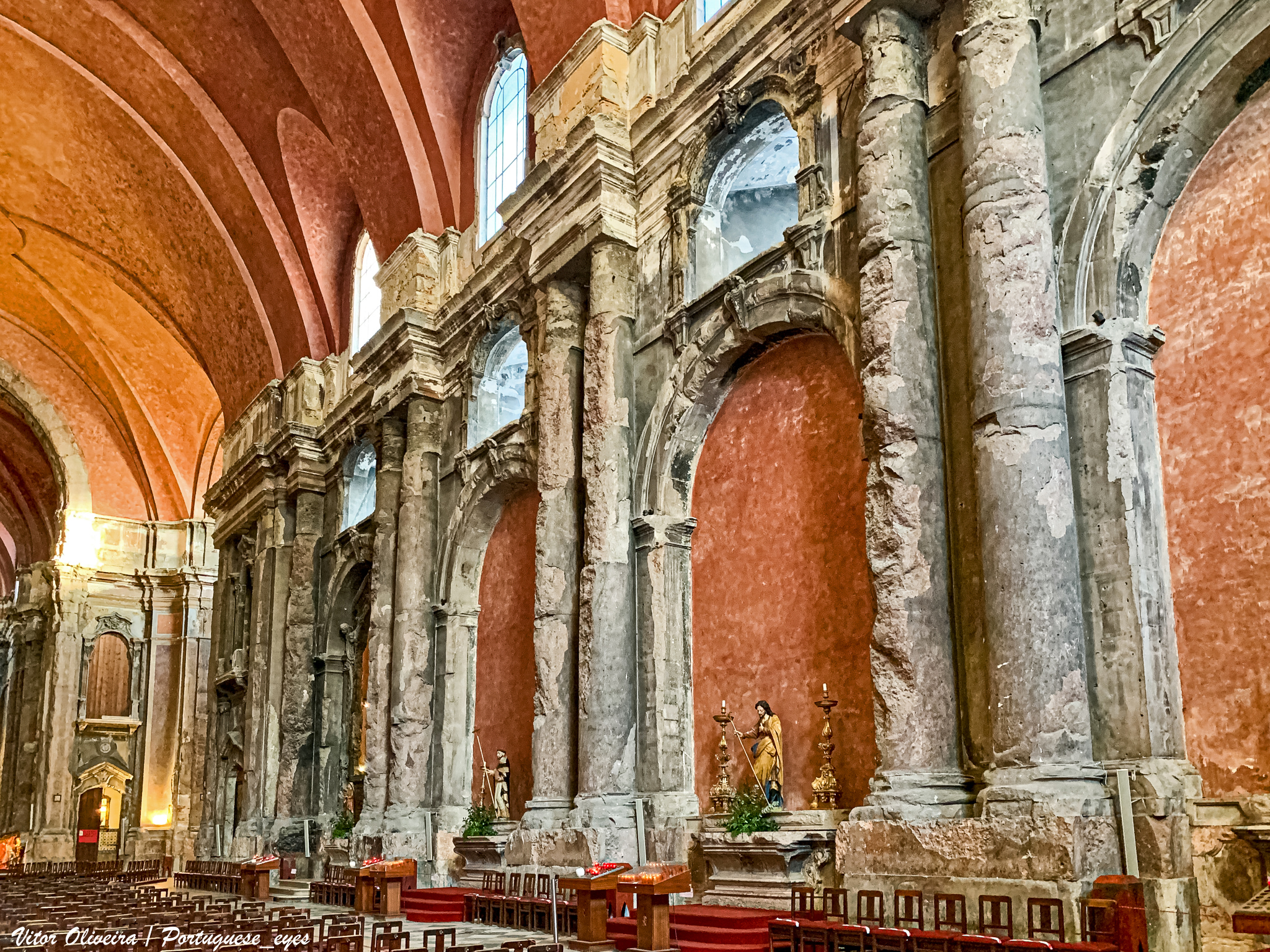
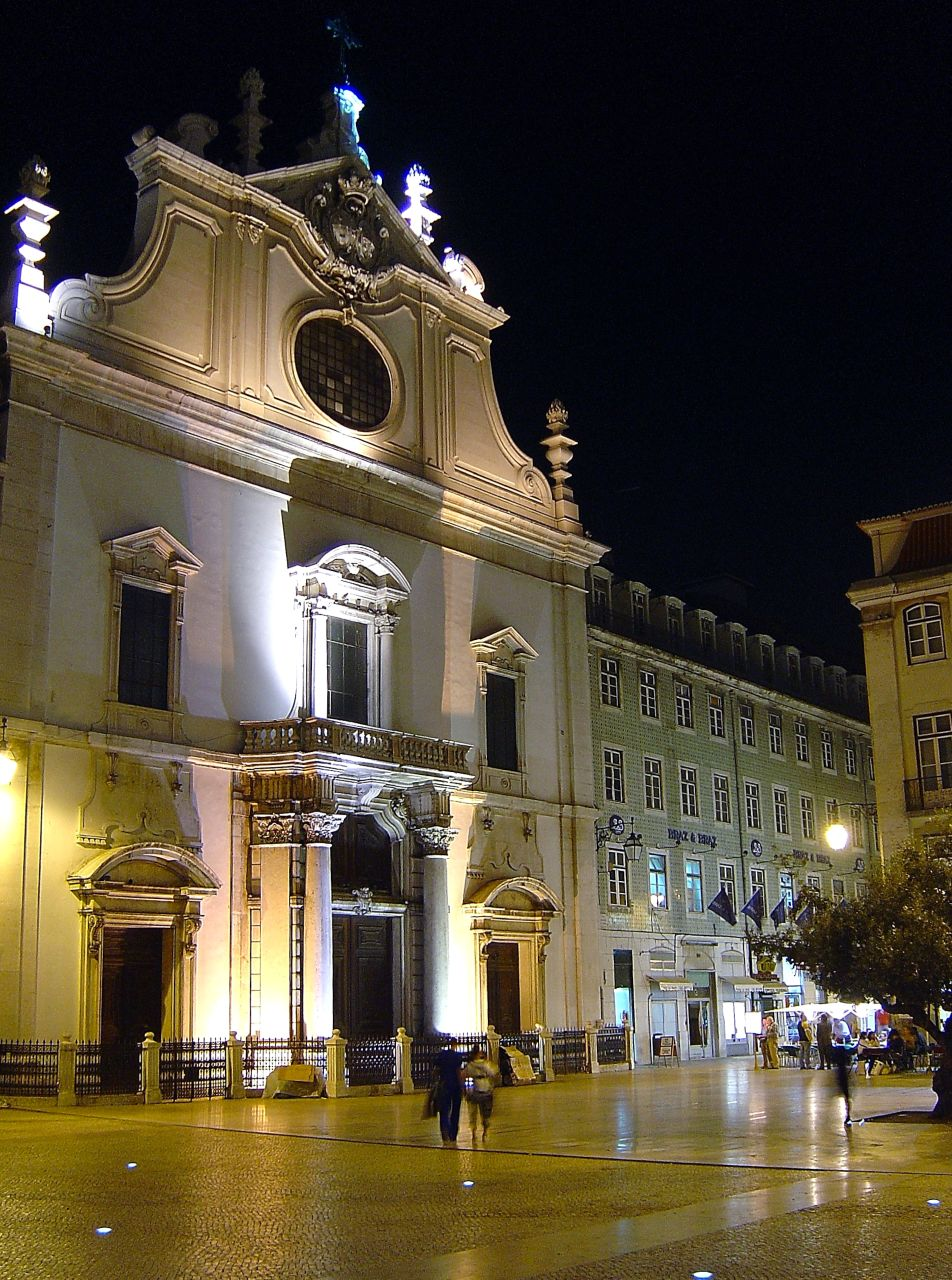